# Claudia Spellmant
Claudia Dayanara Spellman Sosa (geboren im 20. Jahrhundert in Honduras) ist eine honduranische LGBT- und Transgender-Aktivistin. Für ihren Einsatz als Menschenrechtsverteidigerin zeichnete das Time-Magazin sie als eine der hundert einflussreichsten Persönlichkeiten des Jahres 2021 aus.

## Leben
Nach Berichten der globalen LGBTIQ-Organisation OutRight Action International wurde Claudia Spellmant am 26. Mai 2007 in San Pedro Sulas auf dem Weg zu einem Konzert von einer Polizeistreife angehalten und grundlos gebeten, in das Polizeifahrzeug zu steigen. Als sie sich weigerte, wurde sie festgehalten und zur Polizeistation gebracht. Eine halbe Stunde später wurden sieben weitere Frauen, davon drei Transpersonen. Sie wurden physisch, verbal und psychisch von den Polizisten misshandelt. Colonel Sandoval, der städtische Polizeichef, gab Anweisung, eine der verhafteten Transfrauen zu schlagen. Als Begründung gab er an, sie habe sich seiner Anordnung widersetzt, bestimmte öffentliche Bereiche in der Stadt zu meiden, die nur für sogenannte normale und anständige Menschen seien.
Wegen der Gewalt gegen Transpersonen floh Claudia Spellmant 2013 aus Honduras und lebt nun in New York. Sie arbeitet als Model.

## Engagement
Claudia Spellmant gehört der Transpersonen-Organisation Colectivo Travesti of San Pedro Sula an und ist Mitglied des Netzwerks Redlactrans, das Organisationen von Transpersonen in Lateinamerika und der Karibik vertritt. Dieses setzt sich für die Sichtbarkeit von Transpersonen und eine Verbesserung ihrer juristischen Situation ein. Spellmant gründete das Trans-Kollektiv Colectivo Unidad Color Rossa.

### Wegweisendes Gerichtsurteil: Vicky Hernández gegen den Staat Honduras
Zusammen mit der Menschenrechtsorganisation Robert F. Kennedy Human Rights brachte das von Indyra Mendoza gegründete Lesbennetzwerk Cattrachas den Fall der Trans-Person und Aktivistin für trans Frauen Vicky Hernández vor den Interamerikanischen Gerichtshof für Menschenrechte in Costa Rica. Sie vertraten die Familie der Getöteten und klagten gegen die honduranische Regierung. 2009 war Hernández im Alter von 26 Jahren in San Pedro Sula brutal ermordet worden. Dies war Teil einer Reihe von Morden an trans Personen, die auf einen Putsch vom Juni 2009 folgten, bei dem Präsident José Manuel Zelaya entmachtet wurde.
Von seinem Verhandlungsort in San José, Costa Rica, aus rief das Gericht andere Transpersonen auf virtuellem Weg in den Zeugenstand. Darunter war auch Claudia Spellmant, die mit Vicky Hernández befreundet gewesen war. Hernández besuchte regelmäßig das Colectivo Unidad Color Rossa-Büro von Spellmant in San Pedro Sula. Anfangs beschaffte Hernández sich dort nur Kondome und nahm an Sicherheitsschulungen teil, später wurde sie aktives Mitglied des Kollektivs. Die Behörden wiesen nach, dass Hernández sei mit HIV infiziert war, und nahmen daraufhin keine Autopsie vor, sodass die Todesumstände nicht völlig geklärt werden konnten. Spellmant sagte aus, Hernández Leiche habe keine Zeichen von Autopsie aufgewiesen, habe aber einen Kopfschuss gehabt. Die Zeugin äußerte die Vermutung, dass Hernández sterben musste, weil sie eine HIV-infizierte Transperson war.
Spellmant sagte 2020 aus, dass in Honduras die systematische Diskriminierung Transpersonen in die Prostitution dränge. Die meisten Transpersonen, die in diesem Staat blieben, würden sterben.
Das Gericht verurteilte im Juni 2021 die honduranische Regierung dazu, die Ermittlungen in dem Fall weiterzuführen und Gesetze zum Schutz von LGBT-Personen auf den Weg zu bringen. Unter anderem solle es Transpersonen ermöglicht werden, ihre geschlechtliche Identität offiziell zu ändern.  Außerdem verurteilte das Gericht die Regierung zur Zahlung von 30 000 $ Schadensersatz an die Familie von Vicky Hernández. Zudem müsse die honduranische Regierung ein Stipendium für Trans-Frauen schaffen, das nach Vicky Hernández benannt wird. Auch müsse für die Sicherheitsorgane ein Anti-Diskriminierungs-Programm ins Leben gerufen und ein staatliches Register für Gewalttaten gegen LGBT-Personen geschaffen werden. Honduras hat angekündigt, dem Urteil Folge zu leisten.
Claudia Spellmant und ihre Gleichgesinnten erreichten damit erstmals ein wegweisendes Gerichtsurteil zu der Frage, ob die Regierungen in der Region bisher genug zum Schutz von Trans-Personen getan hatten. Dieses Urteil wird als juristischer „Meilenstein“ für Lateinamerika und die Karibik angesehen.

### Hintergründe
Honduras ist eins der gefährlichsten Länder für Menschen der LGBTIQ-Community. Mehr als 389 Morde an LGBTIQ Menschen wurden seit August 2009 registriert (Stand August 2021). Nur 89 der Fällen wurden strafrechtlich verfolgt und 90 Prozent der Taten bleiben unbestraft. Aufgrund der verbreiteten Straflosigkeit dieser Verbrechen gegen Menschen der LGBTIQ Community gründeten sich zahlreiche Organisationen die Schutzräume schaffen, die Gewalttaten aufzeichnen und in den internationalen Medien verbreiten. Laut Beobachtungen der Rainbow Association wird in Honduras durchschnittlich alle 11 Tage eine LGBTI-Person getötet. Das sind etwa 33 pro Jahr.

## Auszeichnungen
- 2021: Time Magazine: Claudia Spellmant wurde zusammen mit Indyra Mendoza als eine der hundert einflussreichsten Persönlichkeiten des Jahres 2021 ausgewählt und auf die Liste Time 100 gesetzt.[16]